# X³: 테란 컨플릭트
《X³: 테란 컨플릭트》는 EGOSOFT사가 개발하고 딥 실버가 발행한 싱글 플레이 우주 무역 및 우주 전투 시뮬레이션 비디오 게임이다. 전작 X³: 리유니온에 이어 후속작이다. 리유니온을 기반으로 제작되었고 독립실행형이며, 리유니온에선 나오지 않았던 테란이 본격적으로 적용이 되었다. 테란이 본격적으로 X 우주에 진입하여 플레이어도 테란으로 플레이 할 수가 있다.

## X 우주
X³의 우주는 160개의 섹터로 이루어져 있으며, 각각 양방향으로 점프게이트로 연결되어 있다. 각 중요한 섹터들은 여러 가지의 많은 스테이션과 조선소, 정비소들이 있으며, 4방향의 점프게이트가 있다.
X³는 높은 자유도를 가지고 있기 때문에 플레이어는 자기가 원하는 곳, 원할 때 가고 싶은 곳이든 언제든지 할 수가 있고, 게임상황과 전투 및 자원등에 의해 제한도 받기도 한다.
그렇기 때문에 목적은 부와 명성을 쌓는 것이라고 볼 수 있다.

## 모드 및 한글화
X³: 테란 컨플릭트에는 X³: 리유니온의 XTM모드와 마찬가지로 이전 XTM제작자들이 만든 XTC라는 완성도가 높은 모드가 있다. 하지만 이전과 마찬가지로 공식적인게 아니기 때문에 많은 PC사양을 필요로하며, 게임이 비정상화될 수가 있다.
또한 전작과 마찬가지로 한국 정식발매가 안되었기 때문에 한글지원이 되지 않는다. 그러나 리유니온과 같이 유저들이 한글화를 완성하였다.

## 평가
| X3: Terran Conflict |       |
| --- | ----- |
| 통합 점수 통합사 점수 게임랭킹스 77.91 [ 1 ] 메타크리틱 73% [ 2 ] 평론 점수 평론사 점수 올게임 [ 3 ] IGN 8/10 [ 4 ] GameShark B- [ 5 ] Game Vortex 95% [ 6 ] |       |
| 통합 점수 |       |
| 통합사 | 점수  |
| 게임랭킹스 | 77.91 |
| 메타크리틱 | 73%   |
| 평론 점수 |       |
| 평론사 | 점수  |
| 올게임 | [ 3 ] |
| IGN | 8/10  |
| GameShark | B-    |
| Game Vortex | 95%   |